# Burton United FC
Burton United FC (celým názvem: Burton United Football Club) byl anglický fotbalový klub, který sídlil ve městě Burton-on-Trent v nemetropolitním hrabství Staffordshire. Založen byl v roce 1901 po fúzi Burton Swifts FC a Burton Wanderers FC. V letech 1901–1907 byl členem Football League. Zanikl v roce 1910. Po jeho zániku byl ve městě za pár let založen klub Burton All Saints, později nazýván jako Burton Town FC. Klubové barvy byly hnědá, modrá a bílá.
Své domácí zápasy odehrával na stadionu Peel Croft.

## Úspěchy v domácích pohárech
Zdroj: 
- FA Cup
  - 1. kolo: 1905/06, 1906/07

## Umístění v jednotlivých sezonách
Stručný přehled
Zdroj: 
- 1901–1907: Football League Second Division
- 1907–1910: Birmingham & District League

Jednotlivé ročníky
Zdroj: 
Legenda: Z - zápasy, V - výhry, R - remízy, P - porážky, VG - vstřelené góly, OG - obdržené góly, +/- - rozdíl skóre, B - body, červené podbarvení - sestup, zelené podbarvení - postup, fialové podbarvení - reorganizace, změna skupiny či soutěže
| Anglie (1901 – 1910) |                              |        |    |    |   |    |    |     |     |    |        |
| Sezóny               | Liga                         | Úroveň | Z  | V  | R | P  | VG | OG  | +/- | B  | Pozice |
| 1901/02              | Second Division              | 2      | 34 | 11 | 8 | 15 | 46 | 54  | -8  | 30 | 10.    |
| 1902/03              | Second Division              | 2      | 34 | 11 | 7 | 16 | 39 | 59  | -20 | 29 | 13.    |
| 1903/04              | Second Division              | 2      | 34 | 11 | 7 | 16 | 45 | 61  | -16 | 29 | 14.    |
| 1904/05              | Second Division              | 2      | 34 | 8  | 4 | 22 | 30 | 84  | -54 | 20 | 17.    |
| 1905/06              | Second Division              | 2      | 38 | 10 | 6 | 22 | 34 | 67  | -33 | 26 | 19.    |
| 1906/07              | Second Division              | 2      | 38 | 8  | 7 | 23 | 34 | 68  | -34 | 23 | 20.    |
| 1907/08              | Birmingham & District League | –      | 34 | 14 | 3 | 17 | 51 | 50  | +1  | 31 | 13.    |
| 1908/09              | Birmingham & District League | –      | 34 | 13 | 3 | 18 | 48 | 75  | -27 | 29 | 13.    |
| 1909/10              | Birmingham & District League | –      | 34 | 6  | 2 | 26 | 36 | 121 | -85 | 14 | 18.    |